# Sveriges Skeppshandlareförbund
Sveriges Skeppshandlareförbund (SSHF) är en bransch- och yrkesorganisation för svenska skeppshandlare, grundad 1948 och med säte i Göteborg.

## Om organisationen
Organisationen har till ändamål att organisera samverkan dels mellan svenska skeppshandlare dels med International Shipsuppliers & Services Association (ISSA), vilket är skeppshandlarnas internationella samverkansorganisation. Sveriges Skeppshandlareförbund verkar för branschens utveckling genom att med hjälp av bland annat förhandlingar, yttranden, och remisser framföra branschens synpunkter till myndigheter och institutioner.
Organisationens kansli är samlokaliserat med kansliet för Göteborgs Köpmannaförbund. Sedan 2020 är Carl Forsman Sveriges Skeppshandlareförbunds ordförande.

### Ordförande
Nedan listas organisationens tidigare och nuvarande ordförande i kronologisk ordning.
| År             | Namn            |
| -------------- | --------------- |
| 1948-1952      | T Kjaerner      |
| 1952-1961      | A Lokrantz      |
| 1961-1967      | K E Wennstam    |
| 1967-1977      | E Lindfors      |
| 1977-1980      | E A Magnusson   |
| 1980-1991      | C Backe Leijon  |
| 1991-1998      | Claes Swan      |
| 1998-2011      | Stefan Ericsson |
| 2011-2020      | Keijo Hiltunen  |
| 2020-nuvarande | Carl Forsman    |